# Sanjar Shaakhmedov
Sanjar Shaakhmedov - em russo,Санжар Шоахмедов (Tashkent, 23 de Setembro de 1990) - é um futebolista uzbeque que joga pelo Terengganu FC.

## Carreira

### Lokomotiv Tashkent (2015–2017)
Sanjar iniciou sua carreira profissional no futebol pelo Lokomotiv Tashkent em 2015, fazendo sua estréia em uma derrota por 3-1 contra o Al-Hilal pela Liga dos Campeões da AFC no dia 25 de Fevereiro de 2015, e marcou seu primeiro gol em uma vitória por 5-0 contra o Al-Sadd no dia 8 de Abril de 2015.

### Al-Sailiya
Sanjar assinou um contrato com o Al-Sailiya por €500.000 no dia 16 de Janeiro de 2017, fazendo sua estréia pelo clube em uma vitória por 1-0 contra o Umm Salal pela Stars League no dia 20 de Janeiro de 2017, e marcou seu primeiro gol pelo clube em um empate por 1-1 contra o El-Jaish no dia 2 de Fevereiro de 2017.

### Lokomotiv Tashkent (2017–2019)
Sanjar voltou ao Lokomotiv por €300.000 no dia 7 de Agosto de 2017, fazendo sua primeira partida em 2017 pelo clube em uma vitória por 0-4 contra o Sogdiana pela O'Zbekiston Superligasi no dia 12 de Agosto de 2017, e marcando seu primeiro gol em uma vitória por 1-3 contra o FK Obod no dia 29 de Setembro de 2017.

### Terengganu FC
Sanjar foi contratado pelo Terengganu FC no dia 4 de Janeiro de 2019.

## Seleção Nacional
Sanjar foi convocado pelo Uzbequistão para fazer parte do elenco nos jogos das Eliminatórias da Copa do Mundo FIFA de 2018, mas ele ficou no banco em 7 dos 8 jogos, sendo que na partida contra o Iémen, ele não foi relacionado para a partida.